# Noi Ragazzi
La rivista Noi Ragazzi: Avventure di ieri, di oggi, di domani, nasce il 4 gennaio 1948. Gli autori ed editori sono una costola de Il Moschettiere e Il Pioniere dei Ragazzi. 

## Storia editoriale
Noi Ragazzi: Avventure di ieri, di oggi, di domani inizia la sua storia editoriale il 4 gennaio 1948 con pubblicazioni settimanali, che terminarono il 6 agosto 1950, dopo 134 uscite. A differenza de Il Moschettiere e Il Pioniere dei Ragazzi, il giornale fu finanziato al 50% da privati e il restante 50% dall’UDI (Unione Donne Italiane).
Con questa rivista, il PCI – nel dopoguerra – diede inizio a pubblicazioni per un pubblico adolescente. Questo giornale, come impaginazione e come formula editoriale, proseguì l’esperienza de Il Moschettiere e de Il Pioniere dei Ragazzi: avventure di ieri di oggi di domani. Il direttore responsabile fu Angelo Taliaco.
Il periodico s’ispirava molto nella sua impostazione all’esperienza del settimanale per ragazzi francese Vaillant, che successivamente cambierà nome in PIF. Il giornale ebbe rubriche fisse come Il Calendario del Nonno; La Botte di Diogene; Tra di Noi, oltre a giochi, curiosità e fumetti avventurosi di produzione italiana e straniera (molta francese, proveniente dal periodico Vaillant).
Noi Ragazzi viene ricordato come "apripista" del Pioniere.
Il giornale fu stampato Roma, in via Arenula 53, Palazzo della sede provinciale romana dell’UDI; il suo direttore responsabile Angelo Taliaco è il medesimo dei periodici Il Moschettiere e Il Pioniere dei Ragazzi.
Nell'ultimo numero, il 32 del 1950, a pagina 3, si trova un articolo dal titolo «Commiato», a firma di Ceralacca e Spazzolina, il cui incipit è «Carissimi amici, questa è la nostra ultima lettera.». Dopo la sua chiusura viene fondato il Pioniere.
Il Comitato Ricerche Associazione Pionieri (CRAP) ha contribuito alla ricerca e alla valorizzazione di tutti i documenti qui descritti.

## Autori
Tra gli autori e disegnatori vi furono il francese Raymond Poïvet, Luciana Peverelli, Gaspare de Fiore, Enrico De Seta, Guido Grilli, Mario Pompei. La stessa fonte elenca tutti gli autori e disegnatori per ogni singola uscita di Noi Ragazzi.